# جون أشتون ماكنزي
جون أشتون ماكنزي (بالإنجليزية: John Ashton MacKenzie)‏ هو قاضي ومحامي أمريكي، ولد في 17 سبتمبر 1917 في بورتسموث في الولايات المتحدة، وتوفي في 2010.